# Смиха
Смиха́ (ивр. ‎סְמִיכָה), буквально «покрывание», «рукоположение», в талмудический период — обряд рукоположения раввина, в настоящие дни — документ, подтверждающий присвоение звания раввина, а также круг его полномочий.
В еврейском праве регулирование споров было не только юридическим вопросом, но также и религиозным. Это отождествление закона с религией подразумевало то, что судьи должны были обладать не только юридическими знаниями и квалификацией, но также они должны были иметь духовную квалификацию, и назначение судей было не только гражданской церемонией, а также и религиозной церемонией. Эта идея является корнем смихи.
С момента рукоположения посредством смихи судья получал духовное одобрение на свою высокую должность, то есть исполнение его обязанностей стало религиозным актом.
«Когда еврейский суд находится на заседании, Божественное присутствие покоится среди судей».

## Происхождение смихи
Первая ссылка в Библии на назначение еврейских судей встречается в Исх. 18:13—27, где Итро предложил Моисею план, как освободить его от тягостной деятельности в области судейства, которую Моисей осуществлял с утра до вечера каждый день, разрешая гражданские споры людей. «Я один не могу нести всего народа сего, потому что он тяжел для меня» (Чис. 11:14). Так Моисей сетовал, говоря о необходимости отдыха.
Бог велел ему собрать у скинии семьдесят старейшин: «возьму от Духа, Который на тебе, и возложу на них, чтобы они несли с тобою бремя народа, а не один ты носил» (Чис. 11:16—17). Моисей выполнил его волю, тогда «дух почил на них» и «они прорицали» (Чис. 11:25).
Однако в отношении Иеошуа бин-Нуна сказано, что Моисей по велению Бога «возложил на него руки свои», то есть между ними возникли особые отношения передачи. Так появилось понятие «возложение рук» или «рукоположение».
Случай Моисея является прямым источником «рукоположения между учителем и учеником», которое практиковалось впоследствии. Рабби Ба утверждает в Ерушалми: «Изначально каждый (то есть каждый учитель) рукополагал своих собственных учеников, таким образом р. Иоханан б. Закай рукоположил р. Элиэзера и р. Иеошуа, р. Иеошуа рукоположил р. Акиву, р. Акива рукоположил р. Меира и р. Шимона». После этого он продолжил: «Существовали желающие почтить этот дом (дом Наси) и заявившие, что если Бет-Дин рукоположен без одобрения Наси — рукоположение было недействительно, но если Наси был рукоположен без Бет-Дин, смиха была действительна; затем снова они приняли правило, в соответствии с которым рукоположение должно быть выполнено с взаимного одобрения Бет-Дина и Наси».
Таким образом, исторически существовало две линии передачи: прямая линия от учителя к ученику (случай Моисея — Иеошуа) и непрямая линия школы (случай Моисея и семидесяти старейшин).
Исторически учителю, наси или синедриону по очереди доверялся выбор рукоположенного и церемония этой практики.

## Упразднение смихи
В раввинской литературе существует спор относительно того, была ли линия смихи непрерывной от Моисея, либо она всё-таки прерывалась.
Те, кто считают, что смиха была упразднена (то есть линия ее передачи прервалась), имеют разные мнения относительно того, когда же смиха была упразднена. Главенствует мнение, что смиха прекратилась вблизи времени наси Гиллеля (320—370 год н. э.), однако Борнштейн ставит под сомнение эту традиционно принятую точку зрения и приходит к выводу, что смиха фактически прекратилась не менее чем 800 лет спустя, а именно — во времена Маймонида (1135—1205 год н. э.).

## Иcключительная юрисдикция рукоположенных
Рукоположенные раввины имели исключительную юрисдикцию в следующих вопросах:
- разрешение дел, связанных со штрафами (кенас);
- разрешение финансовых споров;
- определение животных как имеющих увечье;
- прибавление месяца или года в еврейском календаре;
- изгнание (шамса);
- телесные наказания и смертная казнь.

Необходимо отметить, что с течением времени еврейские судьи начали терять изначальный объем своих функций. Одна из основных функций судьи — назначение смертной казни — была отнята у рукоположенных еще до разрушения Храма (около 40 г. н. э.). В связи с этим событием полномочия судей были значительно сокращены[уточнить]. По-прежнему некоторые очень важные полномочия остались за ними, такие как решение о прибавлении года, решения по финансовым спорам или вынесение приговоров по делам Кенас (дела, связанные со штрафами), к которым относится значительная часть библейских законов.

## Условия квалификации рукоположения
Рабби Берахья говорит во имя Рабби Ханина, что «Даяним должен обладать следующими качествами: „понимание мудрости и слава“», кроме того, они должны быть «способными мужчинами, богобоязненными, людьми правдивыми и ненавидящими корысть».
В Иерусалимском Талмуде также перечислялось несколько качеств сердца: «хороший глаз, кроткий дух, смиренный ум, доброе сердце, хорошие наклонности и хорошее приданое».
Кроме того, эти качества подкрепляются рядом других качеств, рассматриваемых как важные, которыми должен обладать рабби и судья. Рабби Иоханан сказал: «Никто не должен быть назначен членом Синедриона, — лишь люди статные, мудрые, с хорошим внешним видом, зрелого возраста, со знанием колдовства, и которые хорошо знакомы со всеми семьюдесятью языками человечества, для того чтобы Бет-Дин не воспринимал (доказательства) через переводчика».
Рукоположение изначально сопровождалось праздничной церемонией. Иногда церемонию рукоположения могли совмещать со свадьбами. После церемонии рукоположения кандидат выступал с публичной речью на тему какого-либо талмудического предмета. Для этого случая он имел переводчика, который сам был очень образованным человеком и который повторял его слова, и, возможно, объяснял их смысл большой толпе на церемонии. Следует обратить внимание на то, что присутствие в те времена переводчика было привилегией малочисленных, не больше, чем, может быть, двух или трёх человек в одном поколении. Таким образом, присутствие переводчика добавляло большего достоинства церемонии смихи.
Иерусалимский Талмуд ревностно относится к одежде рукоположенных, чтобы её носили только те, кто достоин этого. После того, как появились некоторые очень насмешливые замечания относительно того, кто «назначается за деньги», рабби Ами говорит: «Одежда, которая на нём, похожа на седло на осле». Это замечание чётко отражает огромную важность и значение, которое придаётся в раввинские времена специальной одежде рукоположенных.
В других местах мы находим в Иерусалимском Талмуде очень резкую и язвительную яростную нападку против тех, кто были рукоположены за деньги, им даже посвящали сценичные стихотворные строки «Боги серебра или боги золота не должны быть в вас».
Ряд инцидентов зафиксированы в Талмуде относительно учеников, которые в полной мере заслужили быть рукоположенными, однако, по неизвестным причинам, никогда не получали смиху. Рассмотрение этого интересного и удивительного факта имеет большое значение, так как многие ученики, которые заслуживали рукоположения, не получили его. Самый выдающийся случай — это случай Самуила. Талмуд говорит, что князь Р. Иуда приложил большие усилия, чтобы отдавать эту честь ему (Самуилу). Едва ли можно сомневаться в том, что Самуил заслуживал того, чтобы быть квалифицированным как рукоположенный рабби более, чем кто-либо из его современников. Тем не менее, всю жизнь Самуил оставался нерукоположенным. Когда Самуил увидел, как Рабби жаждал рукоположить его, но не мог реализовать это желание, Самуил утешил Рабби и сказал: "Я видел книгу Адама и в ней было написано, что Самуил Ярлимай будет называться «хаккам», но он не будет называться «рабби». Раши предлагал два объяснения этому явлению: «он не мог рукоположить его, потому что время было неподходящим, или потому, что учёные не собирались».
Инцидент, записанный в Талмуде, проливает свет на вопрос, может ли рукоположение, данное однажды, быть отменено и признано недействительным. Повествование касается р. Йосе б. Ханина, которого р. Симеон б. Элоким хотел видеть рукоположенным. После того, как оба они сидели пред р. Иохананом, когда последний занимался с определённой проблематикой, р. Симеон получил возможность реализовать своё желание, чтобы увидеть р. Йосе рукоположенным и указал, что р. Йосе может дать ответ на вопрос р. Иоханана, так как получил это учение от своих рабби, однако пока еще р. Йосе не получил рукоположение. В этой связи р. Иоханан быстро рукоположил р. Йосе и просил его немедленно цельно изложить учение, которое он получил от своих рабби относительно этого вопроса. Однако ответ оказался таким, что имел мало отношения к данной проблематике. Р. Иоханан мог в связи с этим легко отозвать рукоположение, которое было пожаловано под ложным предлогом. Однако он этого не сделал; вместо этого он подтвердил рукоположение словами: «Поскольку вы вознеслись, вы не должны пасть». Замечание р. Зере относительно этого случая является весьма важным. Он говорит: «Из этого можно сделать вывод о том, что если великий человек однажды был рукоположен, это остается действительным».

## Рукоположение женщин
Большинство ортодоксальных сообществ придерживается мнения, что женщина не имеет право быть ни раввином, ни хаззаном, ни судьёй, часто ссылаясь при этом на Тор Хошен Мишпат 7. При этом существует библейский пример Деборы, которая была судьёй, о чём сказано в стихе: «И дети приходили к ней для совершения правосудия». Однако её случай Тосафот интерпретирует как исключение из-за того, что она «была провидицей». В случае, если женщины всё же проходят экзаменацию для ортодоксальным раввинов, они часто не используют титул «раввин». Первые ортодоксальные еврейки, прошедшие смиху, — Мими Фейгельсон (получила титул «рабба», то есть, «раввинка», в 2000 году), Эвелин Гудман-Тау (2000), Хавива Нер-Давид («рабба», 2006), Сара Хурвиц (получила титул «махарат» в 2009 году, через 7 месяцев рукополагавший её учитель сменил титул на «рабба»). В то же время множество ортодоксальных евреек выполняет аналогичные раввинам задачи, не называясь при этом «рабби» или «рабба». С 2009 года в Нью-Йорке работает ортодоксальная йешива Йешиват махарат, рукополагающая женщин.
В консервативном и реформистском иудаизме ограничений на пол при смихе нет. Первыми женщинами-раввинами в реформистском иудаизме стали Регина Йонас (1935) и Салли Присанд (1972), первой в консервативном иудаизме была Эми Эйлберг (1985).